# Denis Chicoine
Denis Chicoine (New Bedford, 16 novembre 1937 – Spokane, 10 agosto 1995) è stato un presbitero statunitense, fu assistente di Francis Schuckardt e fondarono la Congregazione di Maria Regina Immacolata di posizione cattolica tradizionalista aderente al sedevacantismo.

## Biografia
Chicoine nacquè nel 1937 a New Bedford, Massachusetts, nel 1955  fu membro dell'United States Marine Corps ed è stato congedato con onore.  Due anni più tardi si trasferisce a Los Angeles,  in California, e ha lavorato come muratore e poi come giornalista a San Diego.
Nel 1965 a San Diego assisti a una conferenza svolta da Francis Schuckardt del gruppo religioso Blue Army of Our Lady of Fátima (Armata blu di Nostra Signora di Fátima) per promuovere messaggio di Nostra Signora di Fátima.
Con l'attivazione del Concilio Vaticano II  e i nuovi riti, del nuovo magistero e cambiamenti modernisti della Chiesa,  durante le lezioni del Blue Army of Our Lady of Fátima Chicoine, insieme a Schuckardt, giunsero alla conclusione che Paolo VI non era papa.
Nel 1967 lasciarono il Blue Army of Our Lady of Fátima e fondarono un'organizzazione laica nota come Fatima Crusade a Coeur d'Alene nel Idaho e Chicoine divenne un fratello religioso; in quello stesso anno, Schuckardt forma, un ordine di sorelle, fratelli e sacerdoti conosciuta come la Congregazione di Maria Immacolata Regina dell'Universo (CMRI). Schuckardt e Chicoine iniziarono a costituire conferenze nazionali che miravano al ritorno del cattolicesimo tradizionale. In seguito del loro esplicito rifiuto al Concilio Vaticano II e abbracciando il sedevacantismo sono stati denunciati dalla Chiesa ufficiale.
Nei primi anni settanta Schuckhardt si fece consacrare sacerdote e vescovo da Daniel D. Brown e acquistò l'ex seminario gesuita Mount Saint Michael (Spokane) a Spokane (Washington). Il 20 settembre 1975 Schuckardt ordinato Chicoine sacerdote e con incarico di vicario generale.
Chicoine, con l'appoggio della stragrande maggioranza dei componendi della congregazione, ha spodestato Schuckardt per degli scandali interni, e prese le redini del Fatima Crusade. Schuckardt ha lasciato la zona con un piccolo gruppo di seguaci che andavano alla messa tridentina celebrata da lui. Il vescovo Schuckardt scomunicò Chicoine.
Nel 1985 Padre Chicoine e altri del Mount Saint Michael si fecero ordinare sub condicione del vescovo George Musey (della linea episcopale Thục).
Chicoine guidò la Congregazione di Maria Immacolata Regina come superiore Generale e sottopose alla congregazione di una regola. La norma è stata approvata dal vescovo Robert McKenna OP.
Nel 1989, Chicoine si ritirò come superiore generale e si trasferisce in Nuova Zelanda per lavorare come parroco nella missione della CMRI. Gli succedette P. Mark Pivarunas.
Nel 1994 a Chicoine è stato diagnosticato un cancro e visse i restanti giorni della sua vita di nuovo in Spokane al Mount Saint Michae dove morì il 10 agosto 1995.